# 泰勒斯台里昂神庙
泰勒斯台里昂神庙是位于厄琉息斯的一个神庙，厄琉息斯秘仪最后一个仪式所举行的地点。它是一个方形的大厅，大约可以容纳3000人，共有六个入口，沿着三条边每边有两个。在神庙的里面，沿着四面墙排列了八列椅子（如今只有基础残留）。大厅的中间被所谓“宫殿”（"megaron"）占据，是厄琉息斯教派的神秘内殿，只有高级祭司（hierophantes）才能进入，里面可能存放得墨忒耳的圣物。
最早的泰勒斯台里昂神庙建于约前750年的几何时期，大约前600年索伦统治时期修建了更大的神庙，厄琉息斯秘仪成为了一个泛希腊的教派。在公元前6世纪下半叶庇西特拉图独裁统治下，祭祀场所的规模扩大了一倍，但毁于希波战争。前5世纪下半叶伯里克利统治的时代新的泰勒斯台里昂神庙又被建起，并成为全希腊最著名的朝圣地，每年有无数的信徒从希腊各地甚至希腊之外前来。在罗马人的统治下，神庙经历了克斯托沃克斯（Kostovoks）的一次焚烧（前170年），然后很快被马尔库斯·奥瑞利乌斯（Marcus Aurelius）修复。它的完全毁灭要等到公元396年，在西哥特人（Visigoth）手下。